# 樽屋
樽屋（たるや）は、江戸の町政を司る町年寄三家の1つ。家紋は桔梗。江戸草創期以来の旧家で、町年寄を世襲で勤め、当主は樽屋藤左衛門と名乗った。
三家に順位をつけると、奈良屋・樽屋・喜多村家ということになり、町年寄の家格としては第2位となる。
樽屋の拝領屋敷は本町二丁目にあり、場所は江戸城の常盤橋御門を出た本町通りに面した角地であった。160坪ある屋敷地の表側は他の町人に貸し、それぞれ横町から長屋門を入って屋敷に達するようになっていた。樽屋は4人の町人に屋敷を貸しており、その分の年収は明治2年の記録では87両余であった。拝領屋敷の間口13間（京間）のうち東側の5間を享保16年（1731年）に呉服問屋の富山（とみやま）に売却している。この拝領屋敷は武家や他の町年寄と同様、役宅を兼ねており、これがいわゆる町年寄役所である。樽屋の居宅は拝領地の南側にあった本革屋町の自己所有地にあったようである。

## 樽屋の由緒
樽屋の祖先は刈谷城城主であった戦国武将・水野右衛門太夫忠政である。その子である弥平太忠頼は今川氏に仕え、永禄3年（1560年）6月に討死。翌年に忠政の孫の水野弥吉は徳川家康に御目見えし、16歳の元服に際して家康の一字をもらい康忠と名乗った。家康の生母である於大の方は忠政の娘であるため、康忠と家康は従兄弟同士である。
元亀3年12月（1573年1月25日）の三方ヶ原の戦いにおいて、武田信玄の家臣12人を討取り味方の大久保甚五郎を救ったため、家康から首の数にちなみ、名を三四郎とせよとの上意があったという。また天正3年（1575年）5月の長篠の戦いにおいて、三四郎献上の酒樽が織田信長に進呈され、三四郎が信玄の家臣松平金太夫を討取ったと聞いた信長は、「かの樽三四郎の働きか」と賞した。このため家康は姓を樽に改めるように命じたという。
天正18年（1590年）の家康江戸入りのときの当主が、この樽三四郎康忠である。
樽家の由緒書に「青貝柄の鑓（槍）壱筋、大権現様（徳川家康）より拝領の由申し伝え、代々諸事仕り候」と記されている。この槍は東京国立博物館に寄託された。

## 町年寄役の樽屋
町年寄樽屋は、基本的に世襲制で藤左衛門を名乗る（13代目と16代目を除く）。ただし、9代・11代・12代目は当主が幼少であることを理由に後見役が就任しており与左衛門を名乗っている。由緒書によれば、初代町年寄は樽三四郎ではなく、その子の忠元となっている。
- 初代藤左衛門忠元 天正18年（1590年）8月15日就任[8]
  - 樽三四郎康忠の子。
- 2代藤左衛門元次 元和元年（1615年）就任
  - 寛永11年（1634年）7月、家光が30万人の大軍を率いて上洛した際に、江戸の町年寄たちもその供をした。その際に、藤左衛門（元次）が御目見えを仰せつけられ、御紋の時服を拝領したことが記録に残っている。元和6年（1620年）に建てられた浅草蔵前の米蔵（浅草御蔵）は、元次が設計したものである。
- 3代藤左衛門元政 慶安3年（1650年）就任
- 4代藤左衛門忠朝 寛文6年（1666年）就任
- 5代藤左衛門元朝 宝永4年（1707年）9月就任
- 6代藤左衛門元堅 宝永4年12月就任
- 7代藤左衛門堅忠 宝永5年（1708年）7月就任
- 8代藤左衛門政恒（幼名・弥吉） 延享5年（1748年）2月就任
- 9代与左衛門 寛延3年（1750年）8月就任
  - 8代政恒の弟。田中家の養子となっていたが、10代吉五郎が家督を継いだ時に10歳だったため、後見役として呼び戻された[9]。
- 10代藤左衛門忠混（幼名・吉五郎） 安永元年12月就任
  - 明和元年（1764年）に町年寄見習となり、32歳の時に町年寄に就任。
- 11代与左衛門文吉（幼名・林助） 安永7年（1778年）8月就任
  - 9代与左衛門の子。13代吉五郎の後見役として23歳で11代目与左衛門となる。
- 12代与左衛門 天明5年12月（1785年）就任
  - 旧名・岩崎善右衛門。播州の郷士岩崎家へ養子に行った樽屋武左衛門の孫。40歳の時に江戸に呼ばれ、吉五郎の後見役として12代目樽屋与左衛門に就任する。
- 13代吉五郎忠義 文化11年12月（1815年）就任
  - 安永7年に家督を継いだ時には4歳だったため、後見役が11代・12代目の役職に就いた。
- 14代藤左衛門忠温（幼名・藤五郎） 天保4年（1833年）4月就任
  - 退役の時、業務多忙を理由に銀二枚が下賜された。
- 15代藤左衛門忠晴（幼名・三蔵） 万延元年12月就任
- 16代俊之助忠道 文久2年（1862年）10月就任

## 樽屋の苗字帯刀
町年寄は当初、特権町人として代々帯刀や熨斗目の着用は許されてきたが、天和3年（1683年）2月に帯刀を禁止された。
しかし、約100年後の寛政2年（1790年）に12代目樽屋与左衛門が、札差仕法改正の事務に従事し、猿屋町会所勤務中の帯刀が許可される。ただし、これは与左衛門一代に限られている。13代目吉五郎も、文政7年12月に、役職への出精が認められ、奈良屋・喜多村ら他の町年寄とともに帯刀を許される。ただし、これは評定所や町奉行役宅への出頭や地所受渡しの立会いなどに限られ、彼一代に許されたものである。
また、「樽屋」はもともと屋号であって、苗字とは認められていなかった。しかし、12代目与左衛門が札差仕法改正の勤務に功があったとして以後、樽屋は「樽」姓を名乗ることが許された。

## 樽屋の収入
町年寄は江戸の町の支配を行う町人であり、他の御用達町人と同様に屋敷を拝領し、この屋敷地を経営して、その地代収入を職務のための経費とした。寛政元年（1789年）の調べでは、当時の当主・第12代樽屋与左衛門の地代収入は550両、古町町人が納入する晦日銭という金が31両、合計581両となっている。
これ以外に以下の屋敷地が拝領され、これらの土地を貸して地代収入を得ていた。
元数寄屋町一丁目（239.969坪）・岩代町（686坪余）・橘町一丁目（341.446坪）・米沢町三丁目（974坪）
この他にも、樽屋は枡座を営んでおり、東日本33ヶ国の枡改の権利を有し、枡の製造・販売の特権を与えられている。文化12年（1815年）の届けによると、枡の販売代金として224両余の収入を得ている。
また寛保元年（1741年）から明和6年（1769年）まで、神田上水と玉川上水の事務を担当していたため、それぞれ扶持米100俵（石高100石相当）を支給されていた。寛政以後は札差仕法改正御用掛として、100俵の扶持米が支給された。

## 町年寄以外の樽屋
町年寄の下に付随する地割役を勤める樽屋三右衛門と日本橋の名主の樽屋の先祖は、樽三四郎の次男・惣兵衛である。
また、十八大通の1人に数えられる樽屋万山は、12代目樽屋与左衛門の子である。

## 幕府瓦解後の樽家
徳川幕府が無くなった後、明治元年（1868年）9月まで、町年寄3人は旧来と同様の職務を続けていたが、後に東京府に配属させられ、さらに翌年の正月に他の町年寄らとともに免職となる。樽屋16代目の樽俊之助は、明治5年10月から、日本橋本革屋町の自宅で「皇国算術」の私塾を開き、関流の和算を教授している。
『枡 ものと人間の文化史 36』によると、樽俊之助は東京府の枡製作人となり、大蔵省の依頼で、弦鉄を廃止するべきかどうかについて意見を求められたり、枡の原器製作や円筒形枡の試作の見積もりを請負ったと書かれている。しかし、明治24年（1891年）に施行された度量衡法の免許製作者名簿には樽俊之助の名前は無く、以後枡座がどうなったかは分かっていないと記されている。
樽家の墓所は浅草蔵前4丁目の浄土宗西福寺にある。